# Cyclocephala tridentata
Cyclocephala tridentata är en skalbaggsart som beskrevs av Fabricius 1801. Cyclocephala tridentata ingår i släktet Cyclocephala och familjen Dynastidae. Utöver nominatformen finns också underarten C. t. dominicensis.